# Thomas Lebas
Thomas Lebas (Pau, 14 december 1985) is een Frans wielrenner die anno 2024 rijdt voor Kinan Cycling Team. In 2008 kreeg hij een stageperiode aangeboden bij Cofidis, maar hij wist dit niet om te zetten in een profcontract. Sinds 2012 rijdt hij voor de Japanse wielerploegen Bridgestone Anchor en Kinan Cycling Team.

## Overwinningen
2013
2e etappe Ronde van Hokkaido
Eind- en puntenklassement Ronde van Hokkaido
2014
Eind- en bergklassement Ronde van Sétif
2e etappe Ronde van Constantine
4e etappe Ronde van Guadeloupe
2015
Eindklassement Ronde van de Filipijnen
6e etappe Ronde van Guadeloupe
2017
2e etappe Ronde van Kumano
6e etappe Ronde van Flores
Eindklassement Ronde van Flores
2018
5e etappe Ronde van Japan
2019
2e etappe Ronde van Kumano
Eind- en bergklassement Ronde van Indonesië
4e etappe Ronde van Ijen
Bergklassement Ronde van Ijen

## Ploegen
- 2008 –  Cofidis, le Crédit par Téléphone (stagiair vanaf 1-8)
- 2012 –  Bridgestone Anchor
- 2013 –  Bridgestone Anchor
- 2014 –  Bridgestone Anchor Cycling Team
- 2015 –  Bridgestone Anchor Cycling Team
- 2016 –  Bridgestone Anchor Cycling Team
- 2017 –  Kinan Cycling Team
- 2018 –  Kinan Cycling Team
- 2019 –  Kinan Cycling Team
- 2020 –  Kinan Cycling Team
- 2021 –  Kinan Cycling Team
- 2022 –  Kinan Cycling Team
- 2023 –  Kinan Cycling Team
- 2024 –  Kinan Racing Team
- 2025 –  Kinan Racing Team

Augé ·
Blain ·
Bourgain · 
Brard ·
Buffaz · 
Chavanel · 
Demaret ·
De Weert ·
Duclos-Lassalle · 
Dumoulin ·
Duque · 
El Fares ·
Fernández ·
Hartmann ·
Hary ·
Heijboer · 
Henriette · 
Høj · 
Huguet · 
Minard · 
Moinard · 
Moncoutié · 
Monfort ·
Monier ·
Nuyens ·
Portal ·
Scheirlinckx · 
Sireau ·
Taaramäe · 
Tournant · 
Valentin · 
Verbrugghe · 
Villa ·
Zampieri · 
Blot (stagiair) ·
Lebas (stagiair) · 
Zingle (stagiair) 
Amagoi · Arashiro · Crawford · García · Guardiola · Lebas · Nakajima · Nakanishi · Tsubaki · Tsukamoto · G. Yamamoto · M. Yamamoto